# Franz Schoenberner
Franz Schoenberner (Berlijn, 1892 - 1970) was een Duitse schrijver en redacteur van Die Jugend en Simplicissimus.
Schoenberner volgde Georg Hirth in 1927 op als redacteur van Die Jugend, een kritisch blad over kunst en maatschappelijke vraagstukken en grondlegger van de jugendstil. Vervolgens vond hij aansluiting bij de kring rond het satirische blad Simplicissimus, waar hij in 1929 naaste medewerker van Thomas Theodor Heine werd.
Heine stelde zich afwijzend op tegen de nationaalsocialisten en kon daarbij rekenen op de steun van Franz Schoenberner, die inmiddels redacteur was geworden. Als gevolg van sympathie jegens de nazi's onder redactieleden en in de auteurskring van Simplicissimus, met name Olaf Gulbransson, kwam het echter tot conflicten. Uiteindelijk werd Heine gedwongen te vluchten. Schoenberner vluchtte daarop eveneens. Op 20 maart 1933 vertrok Schoenberner via Zwitserland naar Frankrijk.
Het verblijf van Schoenberner in Frankrijk werd in de loop van de jaren minder comfortabel. Vanaf 1938 werden Duitse immigranten in Frankrijk met grote argwaan bejegend; in 1938 klinkt in de pers de roep om deze mensen te interneren. Uiteindelijk werden alle mannelijke Duitse immigranten tussen 17 en 50 verplicht zich bij de autoriteiten te melden. Franz Schoenberner belandde op die weg met vele andere kunstenaars en schrijvers in het interneringskamp Les Milles bij Toulon. In deze voormalige steenbakkerij ontmoette hij verschillende lotgenoten, zoals Max Ernst, Walther Hasenclever en Lion Feuchtwanger.
In 1942 kreeg Schoenberner toestemming om Frankrijk te verlaten en naar de Verenigde Staten te emigreren. Hij vestigde zich in de staat New York. Tijdens zijn verblijf in de VS bleef hij zich verzetten tegen de nationaalsocialisten in allerlei publicaties. In de Verenigde Staten was Schoenberner onder andere bestuurslid van de PEN. Hij overleed er in 1970. Het persoonlijk archief van Schoenberner bevindt zich in de Hoover Institution Archives in Stanford.